# ラオス関係記事の一覧
ラオス関係記事の一覧（ラオスかんけいきじのいちらん）
- ラオス
- ラオスの交通
- 東南アジア
- ラーオ語
- 東南アジア諸国連合
- パテート・ラーオ
- ラオ・テレコム
- セーターティラート王
- エメラルド仏
- ヴィエンチャン
- ルアンパバーン
- シーサワーンウォン
- サワーンワッタナー
- ラオス人民革命党
- ジャポニカの歩き方：ラオスの在外公館派遣員になった日本人青年を主人公とした漫画
- ラオホールディング国営公社